# 香港返還
香港返還（ホンコンへんかん）、あるいは香港主権移譲（ほんこんしゅけんいじょう）は、1997年7月1日に、香港の主権がイギリスから中華人民共和国へ返還、移譲された出来事である。

## 背景
1842年の南京条約（第1次アヘン戦争の講和条約）によって、香港島が清朝からイギリスに割譲され、イギリスの永久領土となった。さらに、1860年の北京条約（第2次アヘン戦争（アロー戦争）の講和条約）によって、九龍半島の南端が割譲された。
その後、イギリス領となった2地域の緩衝地帯として新界が注目され、1898年の展拓香港界址専条によって、99年間の租借が決まった。以後、3地域はイギリスの統治下に置かれることとなった。
1941年に太平洋戦争が勃発し、イギリス植民地軍を放逐した日本軍が香港を占領したが、1945年の日本の降伏によりイギリスの植民地に復帰した。その後1950年にイギリスは前年建国された中華人民共和国を承認した。この後イギリスは中華民国ではなく中華人民共和国を返還、再譲渡先として扱うようになる。
1960年代には香港は水不足危機に陥り、中華人民共和国の東江から香港に送水するパイプライン（東深供水プロジェクト）も築かれた。
1970年代、香港政庁は住宅供給のため、租借地であり厳密には中華人民共和国領である新界にも開発の手を伸ばしたが、1970年代後半になって香港の不動産業者が、1997年の租借期限以後の土地権利について不安を訴えるようになった。公有地の放出を重要な収入源としていた香港政庁は、不動産取引の停滞を防ぐ観点から、新界の統治権を確定する必要があると考えるに至った。

## 二国間交渉
1979年、香港総督として初めて北京を訪問したクロフォード・マレー・マクレホースは、中華人民共和国側に香港の帰属をめぐる協議を提案した。しかし、中華人民共和国側は「いずれ香港を回収する」と表明するに留まり、具体的な協議を避けた。それでもイギリス側は「1997年問題」の重要性を説き続けた。
1982年9月には首相マーガレット・サッチャーが訪中し、ここに英中交渉が開始されることになった。サッチャーは同年6月にフォークランド紛争でアルゼンチンに勝利して自信を深めていたが、鄧小平中央顧問委員会主任は「香港はフォークランドではないし、中国はアルゼンチンではない」と激しく応酬し、「港人治港」の要求で妥協せず、イギリスが交渉で応じない場合は、武力行使や水の供給の停止などの実力行使もありうることを示唆した。当初イギリス側は租借期間が終了する新界のみの返還を検討していたものの、イギリスの永久領土である香港島や九龍半島の返還も求める猛烈な鄧小平に押されてサッチャーは折れた恰好となった。
1984年12月19日に、両国が署名した英中共同声明が発表され、イギリスは1997年7月1日に香港の主権を中華人民共和国に返還し、香港は中華人民共和国の特別行政区となることが明らかにされた。共産党政府は鄧小平が提示した一国二制度（一国両制）をもとに、社会主義政策を将来50年（2047年まで）にわたって香港で実施しないことを約束した。
この発表は、中国共産党の一党独裁国家である中華人民共和国の支配を受けることを良しとしない香港住民を不安に陥れ、イギリス連邦内のカナダやオーストラリアへの移民ブームが起こった。

## 返還式典
1997年6月30日、香港コンベンション・アンド・エキシビション・センターにて、盛大な返還・譲渡式典が行われ、世界各国で中継放送された。式典に出席した要人は以下の通り。
- イギリス側
  - チャールズ王太子
  - トニー・ブレア首相
  - クリストファー・パッテン香港総督
  - マーガレット・サッチャー元首相

- 中華人民共和国側
  - 江沢民国家主席（総書記）
  - 李鵬国務院総理
  - 董建華香港特別行政区行政長官（30日より出席し、返還後の1日に行政長官に就任）
  - 鄧小平元中央顧問委員会主任（同年2月19日に死去）の家族

日本ではNHK BS1が6月30日12:00から7月1日3:10まで「香港返還ワイドスペシャル」の特別番組が放送。
式典は7月1日午前0時をまたいで行われた。30日午後11時59分よりイギリスの国歌である『女王陛下万歳』演奏のもと、イギリス国旗及びイギリスの植民地を示すブルー・エンサインを基にした香港の旗が降納された。そして1日午前0時、返還と同時に中華人民共和国の国歌である『義勇軍進行曲』演奏のもと、中華人民共和国の国旗及び香港を象徴する花であるバウヒニアを描いた新しい旗が掲揚されるというセレモニーが行われた。

## 返還後
返還後に香港特別行政区政府が成立し、董建華が初代行政長官に就任した。旧香港政庁の機構と職員は特別行政区政府へ移行した。また、駐香港イギリス軍は撤退し、代わりに中華人民共和国本土から人民解放軍駐香港部隊が駐屯することになった。
2014年12月、香港の「高度の自治」を明記した1984年の中英共同声明について、1997年の返還から50年間適用されるとされていたが、2014年11月に駐英中華人民共和国大使館が、「今は無効だ」との見解を英国側に伝えていたことが明らかとなった。これに先立って、中華人民共和国当局は英下院外交委員会議員団による宣言の履行状況の現地調査を「内政干渉」として香港入り自体を拒否していた。
2017年、中華人民共和国政府はもはや中英共同声明は意味を成さない歴史的な文書であると表明。2019年には香港で逃亡犯条例改正案をめぐり反政府デモが頻発する事態となり、同年8月にフランスで開催されたビアリッツサミットでは首脳宣言の代わりに発表された成果文書の中で、中英共同声明の重要性が指摘された。

## 「返還」表記
清から割譲されイギリス領となった香港島や九龍半島南端とは異なり、新界は租借地であるため、返還以前も主権は中華人民共和国（イギリスが中国共産党政府を承認する1950年以前は中華民国）側にあった。
中華人民共和国当局は「新界に限らず、香港全域がイギリスに占領された中国領土である」と国際連合の脱植民地化特別委員会において主張した。イギリス側から見た言い方の場合の公文書の表記は「Restore（返還）」であるが、イギリスを初めとする欧米の報道では「Handover（引き渡し）」の表記も多く使用されている。なお、その返還はイギリスを初めとする欧米の報道では史上最大の帝国だった大英帝国の終焉とされた。
香港の中国化の影響で、中華人民共和国への反発や香港民族主義が香港では強まっていることから中立的に香港主権移譲という呼び方もある。
香港本土派の間では、香港陥落という呼び方もある。

## イギリス国民 (海外)
中華人民共和国に返還される前までイギリス政府は希望者を対象に「イギリス国民 (海外)（BNO）」としてのパスポートを発行しており、就労などに一部制約があるが、イギリスでの滞在も最大6ヵ月間有効で、ビザなしで渡航できる国が中華人民共和国本土よりも多いという利点がある。BNOに登録していれば返還後もその権利を維持することも可能である。香港返還時の1997年は約300万人の香港住民がその権利を有していたとされ、2020年時点でも約30万人がBNOのパスポートを保有しているとみられている。